# Yves Alfonso
Yves Alfonso (ur. 13 lutego 1944 w Saulieu, zm. 21 stycznia 2018 tamże) – francuski aktor filmowy, teatralny i telewizyjny.
Urodził się w Saulieu w departamencie Côte-d’Or. Od debiutu w filmie Męski, żeński w 1966 roku, grał wiele ról, zarówno w filmach, jak i w telewizji. Zazwyczaj grywał role drugoplanowe, występował w roli inspektora Bricarda w L'Horloger de Saint-Paul oraz czarnej komedii  Week End, w której grał Toma Thumba. Zmarł 21 stycznia 2018 w wieku 73 lat.

## Filmografia
- 1966: Męski, żeński
- 1974: France société anonyme
- 1983: Mordercze lato – Rostollan
- 2003-2004: Frank Riva – Roman
- 2017: Sparring – Pierrot